# Maddalena Gillia
Maddalena Gillia (Roma, 1945) è un'attrice italiana.

## Biografia
Figlia e nipote di pittori, scultori ed attori (la madre Adele Carlucci è stata attrice di teatro e di cinema muto), sviluppa sin da giovanissima una piena formazione e competenza artistica, a partire dai suoi studi presso l'Accademia Nazionale d'Arte Drammatica di Roma.
Inizia a recitare a sedici anni in alcune compagnie teatrali, ed allo stesso tempo ricopre i suoi primi ruoli in sceneggiati televisivi di grande successo, quali Il conte di Montecristo. Recita nella Compagnia dei Giovani con Giorgio De Lullo, Romolo Valli, Rossella Falk, partecipando ad oltre cento repliche dei Sei personaggi in cerca d'autore di Luigi Pirandello e molti altri importanti testi teatrali. Nel 1970 le riprese de I demoni, sceneggiato televisivo RAI per la regia di Sandro Bolchi, con Luigi Vannucchi, Glauco Mauri, Lilla Brignone; per il cinema recita nel film L'ospite di Liliana Cavani.
Oltre al suo lavoro di attrice, Maddalena Gillia è anche pittrice col nome d'arte Gilliam. La sua pittura non si allontana dai canoni del figurativo, ma il soggetto esprime uno stato d'animo interiore, per fornire materia pittorica e luogo di approdo alla sua personale ricerca introspettiva.